# 大花可可樹
大花可可樹（學名：Theobroma grandiflorum），或音譯作古布阿蘇（Cupuaçu），屬於一類热带雨林树，是可可屬的一個物種，跟可可樹同屬一個属。原生於亞馬遜盆地，本物種在當地很常見，並且在巴西北部的森林有自然的栽種。當中以巴西的帕拉州、亚马孙州及阿馬帕州，還有哥伦比亚、玻利維亞及秘鲁均有種植。有指非洲的加纳亦有栽種本物種，但未必可信。本物種的果肉在整個中南美洲均有人食用，特別是巴西北部的多個州，也常被用於製作雪糕、能量棒等食物及其他產品。